# L'Indépendant du Louhannais et du Jura
Pour les articles homonymes, voir L'Indépendant du Louhannais et du Jura (homonymie).
 (janvier 2017).

L'Indépendant du Louhannais et du Jura est un journal local d'opinion créé 1878 par Claude-Gilbert Gauthey.
Son imprimerie, installée à Louhans, au no 29 de la rue des Dôdanes, a fermé en 1984. Depuis la fermeture de l'imprimerie, le siège du journal est installé au 3 rue des Dôdanes à Louhans et les journaux imprimés à Chassieu dans la métropole de Lyon.
Pendant la Seconde Guerre mondiale, ce journal local œuvra à l'impression de journaux clandestins, Gaston Faisy occupant alors les fonctions de directeur de L'Indépendant.
Le journal compte aujourd'hui quatre journalistes, et deux dessinateurs de presse hebdomadaire (Fix & Titouan Faivre). 

## Sources
- Dominique Rivière (conservateur en chef de l’Écomusée de la Bresse bourguignonne et du musée municipal de Louhans), « 29 rue des Dodânes à Louhans : une adresse, deux musées », revue Images de Saône-et-Loire n° 184 (décembre 2015), pp. 2-6.
- Noëlle Sailly, « Le musée de L'Indépendant du Louhannais et du Jura », revue Images de Saône-et-Loire no 97 (avril 1994), pp. 17-20.